# Campomanesia hirsuta
Também conhecida como guabiroba-peluda, é uma espécie de Campomanesia endêmica do Rio de Janeiro, Brasil. Seus frutos são apreciados por humanos, no consumo in natura e em doces.

## Sinônimos
Não apresenta sinônimos, segundo o Reflora.

## Morfologia e Distribuição
Arvoreta de 2-4 m, de copa colunar estreita com folhagem pêndula, muito rara e endêmica da Floresta Pluvial Atlântica do Rio de Janeiro (Petrópolis e Teresópolis); esporadicamente é cultivada em pomares domésticos. Ramos e folhas densamente hirsulo-vilosos, as ultimas de lâmina subcoriáceas medindo 4-8 por 2-4 cm. Flores formadas de dezembro a fevereiro, solitárias ou dicásios de 3, axilares, relativamente pequenas. Os frutos chegam a alcançar mais de 8 cm de diâmetro, os maiores das cerca de 30 espécies de guabirobas. Maduros de maio a julho são facilmente achados nos polos, de casca finíssima e polpa muito suculenta, com poucas sementes. Sabor é nitidamente ácido, muito semelhante ao cambuci, porem superior por não possuir adstringência.